# Płaszów

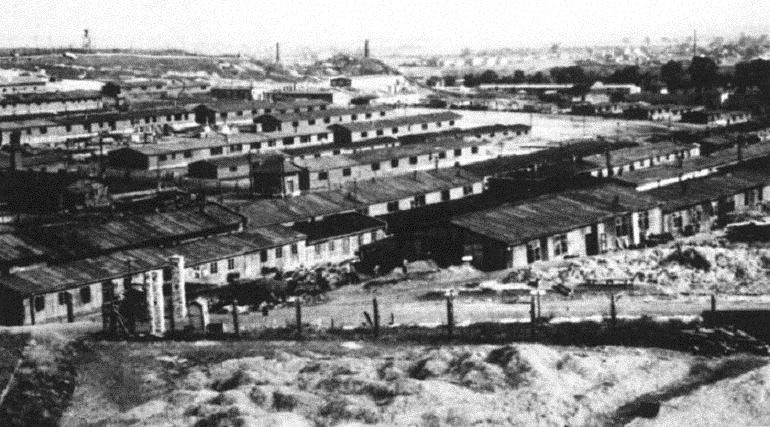
koncentrationsläger Płaszów

Płaszów är en stadsdel i sydöstra delen av Kraków i Polen, där nazisterna i december 1941 uppförde ett beryktat koncentrationsläger. Kommendant var Amon Göth. Livet och döden i Płaszów skildras i filmen Schindler's List från 1993.

## Kommendanter (urval)
- Amon Göth (1943–1944)
- Arnold Büscher (1944–1945)